# Condado de Palo Alto
O Condado de Palo Alto é um dos 99 condados do estado norte-americano de Iowa. A sede do condado é Emmetsburg, que é também a sua maior cidade. O condado tem uma área de 1475 km² (dos quais 14 km² estão cobertos por água), uma população de 10 147 habitantes, e uma densidade populacional de 7 hab/km² (segundo o censo nacional de 2000). O condado foi fundado em 1847 e o seu nome provém da batalha de Palo Alto (8 de maio de 1846) a primeira da guerra Mexicano-Americana.